# Kai Alaerts
Kai Alaerts, né le 6 septembre 1989 à Brasschaat, est un skieur alpin belge.

## Biographie
Originaire de Brasschaat en Belgique, Kai Alaerts étudie à l’école de sport de haut niveau de Wilrijk avant de se rendre en Autriche pour s’entraîner en ski alpin avec son frère cadet Xan. Kai Alaerts est le premier Belge à marquer des points à une épreuve de Coupe d’Europe en 2014.
En février 2008, le Belge fait ses débuts dans la Coupe du monde à Garmisch-Partenkirchen. Il dispute au total 28 manches dans cette compétition jusqu'en 2018.
Il prend part à toutes les éditions des Championnats du monde entre 2007 et 2019, pour obtenir une 23e place comme meilleur résultat en 2007 à Åre.
En 2018, il parvient à se qualifier pour ses seuls Jeux olympiques à Pyeongchang, où il ne finit pas le tracé en slalom.

## Résultats
| Édition/ Épreuve                            | Slalom géant | Slalom  | Super G |
| EYOF 2005 Monthey                           | 25e          | 17e     | 41e     |
| Mondiaux 2007 Åre                           | 34e          | 23e     | -       |
| Mondiaux 2009 Val d'Isère                   | Abandon      | Abandon | -       |
| Mondiaux 2011 Garmisch-Partenkirchen        | Abandon      | Abandon | -       |
| Coupe d'Europe 2011-2012 Manche Courmayeur  | 35e          | -       | -       |
| Coupe d'Europe 2012-2013 Manche Chamonix    | 43e          | -       | -       |
| Mondiaux 2013 Schladming                    | -            | Abandon | -       |
| Coupe d'Europe 2013-2014 Manche Chamonix    | 29e          | -       | -       |
| Mondiaux 2015 Beaver Creek                  | Abandon      | Abandon | -       |
| Coupe d'Europe 2015-2016 Manche Zell am See | 38e          | -       | -       |
| Coupe d'Europe 2016-2017 Manche Zakopane    | 45e          | -       | -       |
| Mondiaux 2017 Saint-Moritz                  | 41e          | -       | -       |
| Pyeongchang 2018                            | -            | Abandon | -       |
| Mondiaux 2019 Åre                           | -            | Abandon | -       |